# سباستيان روده
سيباستيان روده (بالألمانية: Sebastian Rode) (مواليد 11 أكتوبر 1990) لاعب كرة قدم ألماني يلعب حاليًا لصالح آينتراخت فرانكفورت في الدوري الألماني مُنذ 2019 في مركز الوسط المحوري.

## روابط خارجية
- سباستيان روده على موقع الاتحاد الأوربي (الإنجليزية)
- سباستيان روده على موقع قاعدة بيانات كرة القدم.إي يو (الإنجليزية)
- سباستيان روده على موقع بيانات كرة القدم. دي إي (الألمانية)
- سباستيان روده على موقع Soccerway.com (الإنجليزية)
- سباستيان روده على موقع عالم كرة القدم.نت (الإنجليزية)
- سباستيان روده على موقع كووورة
- سباستيان روده على موقع AS.com (الإسبانية)